# Ploskocevke
Ploskocevke (znanstveno ime Trametes) so rod gliv iz družine luknjark (Polyporaceae).

## Seznam ploskocevk Slovenije[3]
- brezova ploskocevka (Trametes betulina)
- cinobrasta ploskocevka (Trametes cinnabarina)
- grbasta ploskocevka (Trametes gibbosa)
- nakosmatena ploskocevka (Trametes hirsuta)
- kolobarjasta ploskocevka (Trametes ochracea)
- puhasta ploskocevka (Trametes pubescens)
- vrbova ploskocevka (Trametes suaveolens)
- navadna ploskocevka (Trametes trogii)
- pisana ploskocevka (Trametes versicolor)